# Alfred Wiedemann
Pour les articles homonymes, voir Wiedemann.
Alfred Wiedemann est un égyptologue allemand né le 18 juillet 1856 à Berlin et mort le 7 décembre 1936 à Bad Godesberg.

## Biographie
Son père est le physicien Gustav Heinrich Wiedemann et son frère, lui aussi physicien, Elhard Wiedemann. Il se marie en 1885, avec Hedwig Finkelnburg et ils ont ensemble deux enfants, Hans-Erich Wiedemann et Gudrun.
Il fait ses études au lycée à Leipzig, puis à l'université en égyptologie et en histoire ancienne. Il est docteur en égyptologie depuis le 30 octobre 1878. Il devient, par la suite, professeur en égyptologie et en histoire du Proche-Orient, à Bonn.

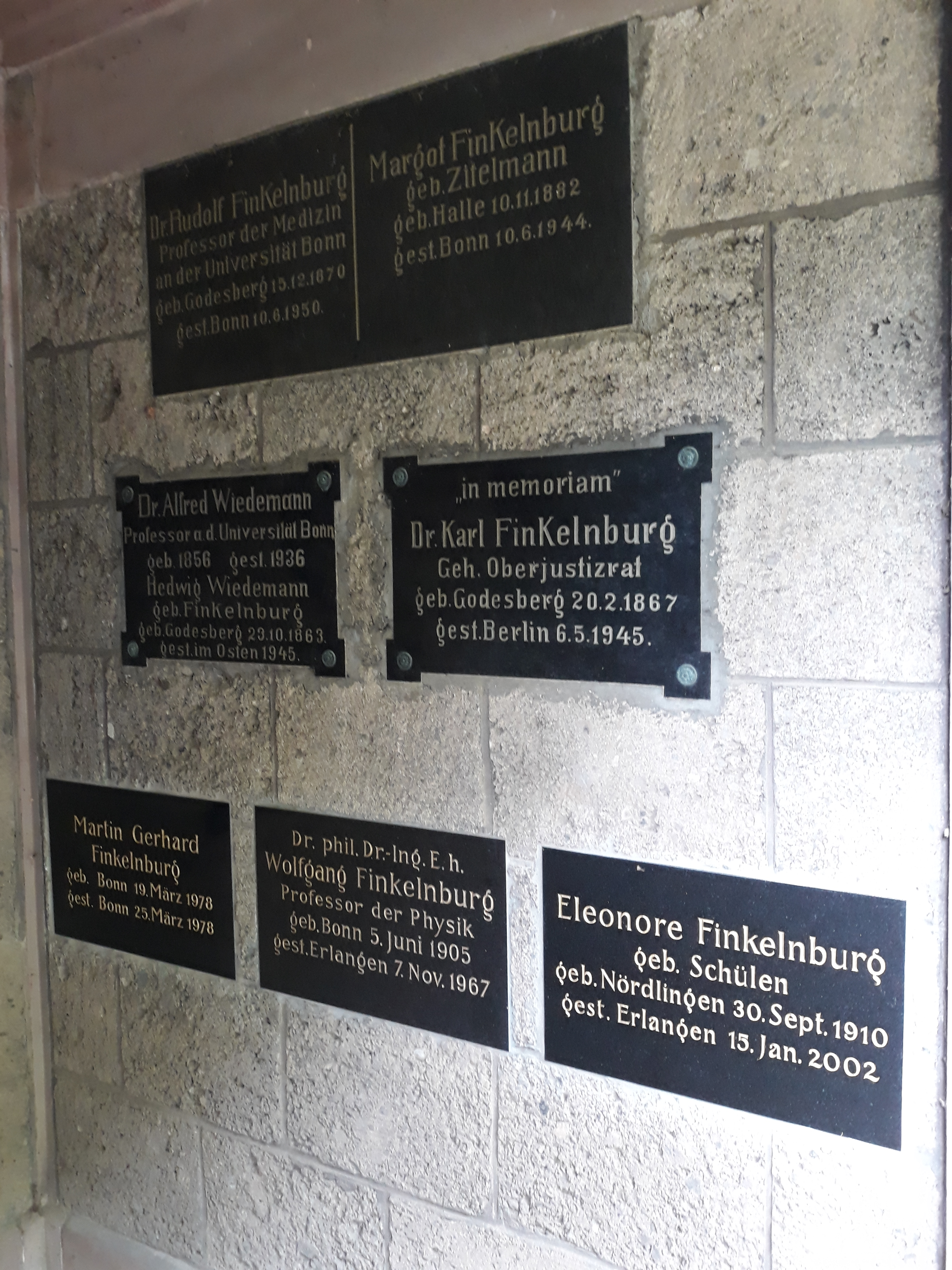
Image de sa sépulture avec les membres de la famille de son épouse Hedwig Finkelnburg.

Il est enterré dans le cimetière du château de Bad Godesberg. Son nom a été donné à une rue du quartier de Rüngsdorf à Bad Godesberg, la « Wiedemannstraße » (la rue Wiedemann).

## Ses livres
Il a notamment écrit des livres sur l'Égypte antique (la religion, la vie après la mort, les pratiques occultes, les mythes, les contes de fées, etc). Quelques-uns de ses livres ont été traduits en anglais, mais la plupart sont restés dans leur langue d'origine, en allemand.
- Ägyptische Geschichte, Gotha, 1884-1888.
- Herodots Zweites Buch Mit Sachlichen Erläuterungen, Leipzig, 1890.
- Die Religion der Alten Ägypter, Münster, 1890.
- Die Toten und ihre Reiche im Glauben der alten Ägypter, Leipzig, 1900.
- Die Unterhaltungslitteratur der Alten Ägypter, Leipzig, 1902.
- Magie und Zauberei im Alten Ägypten, Leipzig, 1905.
- Mumie als Heilmittel (dans la Revue de l'association des traditions populaires de Rhénanie et de Westphalie) 1906.
- Die Amulette der Alten Aegypter, Leipzig, 1910.
- Der Tierkult der Alten Ägypter, Leipzig, 1912.
- Geschichte Godesbergs und Seiner Umgebung, Godesberg, 1920.
- Das Alte Ägypten, Heidelberg 1920[4].